# جبل رمان
جبل رُمَّانَ هو أحد أشهر الجبال في منطقة نجد في وسط الجزيرة العربية، ويقع تحديداً في جنوب منطقة حائل في المملكة العربية السعودية، ويتكون الجبل من قسمين هما جبل رمان الأحمر وجبل رمان الأسمر، ويحتضن هذا الجبل الكثير من القرى ومنها: السبعان والروضة والحفن والمستجدة والغزالة ووسيطاء الحفن والمهاش وقصير غضور والعش وريع البكر والصداعية وسراء وغيرها، وأكثر سكان هذه القرى من بني تميم، وقد أكثر شعراء العرب من ذكر جبل رمان في أشعارهم في الجاهلية والإسلام، ويبعد هذا الجبل عن مدينة حائل 90 كم وعن المدينة المنورة 350 كم ، ويمتد جبل رمان من الشمال الشرقي إلى الجنوب الغربي نحو 40 كم وتلتحم معه جبال تابعة له حتى يصبح طوله ما يقرب من 60كلم، ويبلغ ارتفاع أعلى قمة فيه 1100م عن سطح البحر.

## الموقع والسكان
- قال ياقوت الحموي في معجم البلدان: رَمّان: بفتح أوّله، وتشديد ثانيه، وهو فعلان من رممت الشيء أرمّه وأرمّه رمّا ومرمّة إذا أصلحته: وهو جبل يقع في غربي جبل سلمى، وإليه إنتهى فل أهل الردة يوم بزاخة فقصدهم خالد بن الوليد رضي الله عنه فرجعوا إلى الإسلام.[1]
- وقال محمد بن بليهد في صحيح الأخبار عما في بلاد العرب من الآثار: وفي سفرة من أسفاري عام 1341 هـ مررت بجبل رمَّان وأنا متجه من المستجدة إلى الحائط، والمستجدة من القرى التابعة لجبل رمَّان، وأغلب سكان قرى هذا الجبل من بني تميم.[2]